# 447 v. Chr.
Portal Geschichte | Portal Biografien | Aktuelle Ereignisse | Jahreskalender | Tagesartikel

◄ |
6. Jahrhundert v. Chr. |
5. Jahrhundert v. Chr. |
4. Jahrhundert v. Chr. |
►

◄ | 460er v. Chr. | 450er v. Chr. | 440er v. Chr. | 430er v. Chr. |
420er v. Chr. |
►

◄◄ | ◄ | 450 v. Chr. | 449 v. Chr. | 448 v. Chr. | 447 v. Chr. |
446 v. Chr. |
445 v. Chr. |
444 v. Chr. |
► |
►►

## Ereignisse

### Politik und Weltgeschehen
- In der Schlacht von Koroneia siegt Böotien über Athen, das damit die Hegemonie über Mittelgriechenland verliert.
- Der chinesische Staat Chu erobert in der Zeit der Streitenden Reiche den Staat Cai.

### Kultur
- Auf Initiative des Perikles beginnt in Athen der Bau des Parthenons. Die Bauaufsicht führt der Bildhauer Phidias, der die bildhauerischen Arbeiten überwacht und zum Teil selbst ausführt. Die entwerfenden Architekten des Tempels sind Iktinos, der später auch den Apollontempel bei Bassae errichtet, und Kallikrates, der später für den Niketempel auf der Akropolis verantwortlich zeichnet.

## Gestorben
- Tolmides, athenischer Stratege